# Герцен, Александр Германович
Александр Германович Герцен (род. 25 сентября 1947, Мытищи, Московская область) — советский, украинский и российский историк и археолог, кандидат исторических наук, доцент кафедры истории древнего мира и средних веков Крымского федерального университета.

## Биография
Александр Герцен родился в городе Мытищи, но вся его сознательная жизнь прошла в Крыму. Учился в симферопольской средней школе N° 1, которую окончил в 1966 году. В 1966—1969 годах — студент исторического факультета Симферопольского государственного университета им М. В. Фрунзе, при этом успешно совмещал учёбу с работой в должности главного хранителя фондов Бахчисарайского историко-археологического музея. С 1972 года начинает преподавательскую деятельность в Симферопольском университете. в 1984 году защитил кандидатскую диссертацию по теме «Система оборонительных сооружений Мангупа» (научный руководитель профессор Э. И. Соломоник), доцент кафедры истории древнего мира и средних веков со специализацией история первобытного общества, византийская археология, пещерные города Крыма, в 1987 году избран заведующим кафедрой. Постоянный участник, а с 1975 года — бессменный руководитель мангупской археологической экспедиции: в ходе работ ему удалось открыть неизвестные ранее оборонительные сооружения, позволившие реконструировать крепостной ансамбль, проведены раскопки важнейших узлов городища — цитадели, княжеского дворца, базилики, церквей, участков жилых кварталов, раннесредневековых могильников. С 1994 года Александр Герцен член-корреспондент Академии Наук Крыма, с 2006 года — действительный член Немецкого археологического института (Берлин). В 2007 году был избран деканом исторического факультета. Кроме Мангупа Герцен руководил археологическими исследованиями Чуфут-Кале (1983, 1987, 1988 год), Арабатской крепости (1988 год), крепости Сиваг-Кермен (2015—2016 год).

## Награды
Учёный награждён в 1998 году Почётной грамотой Президиума Верховной Рады Автономной Республики Крым, в 2005 году почётным званием «Заслуженный работник образования Автономной Республики Крым», в 2008 году знаком Министерства образования и науки Украины «За научные достижения», в 2016 году — медалью «За заслуги в сохранении наследия Отечества» Всероссийского общества охраны памятников истории и культуры, в 2017 году высшей наградой Республики Крым — медалью «За доблестный труд».